# Androctonus australis
Androctonus australis, auch Nordafrikanischer Dickschwanzskorpion oder Sahara-Dickschwanzskorpion genannt, ist eine Skorpionart aus der Familie der Buthidae. Die Art ist über weite Teile Nordafrikas und Südasiens verbreitet. A. australis zählt zu den giftigsten Skorpionen überhaupt und verursacht jährlich mehrere Todesfälle. Das Gift (LD50-Wert 0,32–6 mg/kg; getestet an Mäusen) wird als ähnlich stark wie das von Leiurus quinquestriatus (LD50-Wert 0,25–0,33 mg/kg) bzw. der Todesotter (LD50-Wert 0,4 mg/kg) beschrieben. Im Falle eines Stiches ist mit kardialen (Herz-Kreislauf-Symptome durch die Freisetzung großer Mengen von Katecholaminen) und zentralnervösen (Verwirrtheit und Krampfanfälle) Symptomen zu rechnen, wobei die Vergiftungserscheinungen denen einer Strychninvergiftung ähneln sollen.

## Etymologie
Androctonus australis: altgr. ἀνδρός, Genitiv von ἀνήρ (aner) = ‚Mann‘, κτείνω (kteino) = ‚töten‘ (abgelautet und latinisiert zu -ctonus)‚ lat. australis ‚südlich‘; der Name bedeutet folglich „südlicher Manntöter“.

## Aussehen
A. australis zählt mit einer Gesamtlänge bis 100 mm zu den großen Arten der Gattung Androctonus. Die Tiere sind insgesamt stroh- bis ockergelb. Das Prosoma weist deutliche Kiele auf und ist auch kräftig granuliert. Die Sternite des Mesosomas sind blassgelb. Die Tergite des sehr kräftigen und dicken Schwanzes (Metasoma) sind nach hinten stark verbreitert, die Tergite 1 bis 4 sind gelblich, die bauchseitigen (ventralen) Kiele bräunlich. Tergit 5 ist dunkler. Die Giftblase ist schwärzlich, die Basis des Giftstachels rötlich, die Stachelspitze bräunlich. Die Beine sind blassgelb, die Pedipalpen ockergelb. Die Basen der Scherenhände (Chela mani) sind rundlich, die Finger recht lang. Die Schneidekanten beider Finger weisen 12 bis 14 Zähnchenreihen auf. Das Kammorgan (Pecten) hat beim Weibchen 22–26, beim Männchen 30–36 Zähne.

## Verbreitung, Lebensraum und Lebensweise
Das Verbreitungsgebiet ist saharo-indisch. Es umfasst weite Teile Nordafrikas von Mauretanien bis Somalia sowie die Arabische Halbinsel, Pakistan und Indien.
A. australis bewohnt aride Habitate wie Halbwüsten und Wüsten und hält sich tagsüber in Sand, Erde oder unter Steinen und auch in Mauern auf, er wird daher regelmäßig in besiedelten Bereichen angetroffen. Die Art gilt als sehr aggressiv.
A. australis zählt zu den giftigsten Skorpionen überhaupt und verursacht jährlich mehrere Todesfälle.